# Bundeshandelsakademie und Bundeshandelsschule Neunkirchen
Die BHAK und BHAS Neunkirchen ist eine Bundeshandelsakademie und Bundeshandelsschule in der Stadtgemeinde Neunkirchen im Bezirk Neunkirchen in Niederösterreich.

## Geschichte
Die BHAK Neunkirchen wurde am 1. September 1975 als Expositur der Handelsakademie und Handelsschule Wiener Neustadt am damaligen Standort in der Fabriksgasse 8 gegründet. Zwei Jahre später, am 1. September 1977, wurde die Schule unter der Leitung von Hans Fleischmann selbstständig. Am darauffolgenden Schuljahr 1978/79 übersiedelte die Schule in das neue Schulgebäude in der Schillergasse 10.

## Ausbildungsangebot
Neben der Handelsschule bietet die Schule zwei Ausbildungsschwerpunkte der HAK und einen Aufbaulehrgang an:

### Industrial Business HAK
Der Ausbildungsschwerpunkt Industrial Business HAK konzentriert sich auf Wirtschaft und Technik und baut die Fähigkeiten, die in der zukünftigen Wirtschaft wesentlich sind, auf. Unterstützt werden die Klassen von Experten aus der Industriepraxis.

### Praxis HAK
Dieser Ausbildungsweg entspricht einer praxisorientierten kaufmännischen Ausbildung mit Hilfe von sogenannten „Klassenpaten“, hierbei begleiten Firmen der Wirtschaft die Klassen und beraten die Schüler. Praxisorienterter Unterricht wird mit der Arbeit in Übungsfirmen (ÜFAs) bewerkstelligt.
Die meisten Übungsfirmen der Schule sind zertifiziert durch die Übungsfirmenzentrale ACT.
Die Schüler haben die Möglichkeit, sich zwischen zwei Fachrichtungen zu spezialisieren:
- Informations- und Kommunikationstechnologie, e-Business
- Management, Controlling und Accounting

Als zusätzliche Fremdsprache außer Englisch können die Schüler entweder Französisch und Italienisch wählen.

### Aufbaulehrgang
Personen, welche die Handelsschule oder einen Vorbereitungslehrgang im kaufmännischer Bereich erfolgreich abgeschlossen haben, haben mit dem dreijährigen Aufbaulehrgang die Möglichkeit, eine Reife- und Diplomprüfung (Matura) abzuschließen. Der AUL-Ausbildungsschwerpunkt liegt im Bereich Logistikmanagement.

## Sonstiges
Die Schule ist praxisorientiert – jede Klasse führt ab den ersten Schulwochen in den ersten Klassen und Jahrgängen "Lernfirmen". Jede Klasse wird von Firmenpaten (Partner aus der realen Wirtschaft) unterstützt.
Die Schule ist Partner des Institutes für Wirtschaftspädagogik der WU-Wien, COOL-Impulsschule, Versuchsschule für die Schulentwicklung im Bereich der Handelsschule.
Die BHAK verfügt flächendeckendes WLAN, bietet ca. 210 Computerarbeitsplätze in 7 EDV-Sälen und einem Betriebswirtschaftlichen Zentrum (BWZ), weiters werden ab dem 2. HAK-Jahrgang Laptopklassen geführt.
Im Jahr 2010 war die Schule für den Österreichischen Schulpreis nominiert.

## Bekannte Schüler
- Sylvia Kögler (* 1971), Politikerin
- Roland Gangl (* 1972), Gewerkschafter (FCG)[9]

## Leitung
- 1975–? Hans Fleischmann (1975–1977 als Expositur)[2]
- 1993–2000 Rudolf Karall[10]
- 2000–2015 Gerhard Lechner[11]
- 2015–2019 Edith Dosztal[12][13]
- 2019–2024 Wolfgang Ferstl[14]
- seit 2024 Martin Pichlbauer